# Mula (région de Murcie)
Pour les articles homonymes, voir Mula.
Mula est une commune d’Espagne, dans la région de Murcie (communauté autonome).

## Géographie

### Quartiers et Pedanías
Fuente Librilla, Yéchar, Los Baños de Mula, Puebla de Mula, Casas Nuevas et el Niño de Mula

### Localités limitrophes
La commune est limitrophe :
- au nord, de Calasparra, Cieza et Ricote ;
- à l'est, de Ricote, Campos del Río, Albudeite, Alcantarilla et Murcie;
- au sud, de Librilla, Alhama de Murcia, Casas Nuevas et Totana;
- à l'ouest, de Bullas, Cehegín et Lorca.

Le municipio de Pliego est entouré complètement par celui de Mula.

## Administration
| Liste des Alcades |                         |                                                |         |
| Période           | Identité                | Parti                                          | Qualité |
| 1979-1983         | Antonio Hernández Cava  | UCD                                            | -       |
| 1983-1987         | Bibiano Imbernón García | Partido Socialista de la Región de Murcia-PSOE | -       |
| 1987-1991         | Bibiano Imbernón García | Partido Socialista de la Región de Murcia-PSOE | -       |
| 1991-1995         | Bibiano Imbernón García | Partido Socialista de la Región de Murcia-PSOE | -       |
| 1995-1999         | José Iborra             | PP/UV/ADP                                      | -       |
| 1999-2003         | José Iborra             | IDP / PP                                       | -       |
| 2003-2007         | José Iborra             | PP                                             | -       |
| 2007-2011         | Diego Cervantes         | Partido Socialista de la Región de Murcia-PSOE | -       |
| 2011-2015         | José Iborra             | PP                                             | -       |

## Lieux et monuments
- Paroisse de San Miguel
- Château de los Vélez
- Casa Pintada
- Complexe ibérique de El Cigarralejo
- Château de Alcalá ou de la Puebla
- Monastère Royal de la Encarnación

## Personnes célèbres
- Pedro Fajardo y Pimentel (1602-1647), noble et un militaire espagnol.
- Juan de la Cierva y Peñafiel (1864-1938), avocat et homme politique espagnol.
- Juan Ortega Rubio (1845-1921), historien espagnol.
- Luis León Sánchez (1983-), cycliste.
- Cristóbal Gabarrón (1945-), peintre et sculpteur né à Mula
- Pedro León Sánchez Gil (1986-), footballeur.
- Javi García (1987-), footballeur.

## Jumelages
Mula est jumelée avec
- Baler (Philippines)